# Musik in der Demokratischen Republik Kongo
Die Musik in der Demokratischen Republik Kongo weist eine außerordentliche Bandbreite auf. Sie ist von den verschiedenen Volksgruppen beeinflusst. Neben der traditionellen kongolesischen Musik ist die kongolesische Tanzmusik verbreitet.

## Musikformen

### Traditionelle Musik
Die vorkoloniale kongolesische Musik wird oft gemeinsam mit der traditionellen Musik anderer afrikanischer Gebiete behandelt. Ein Grund dafür ist, dass die Region des Kongobecken wegen ihrer sehr zentralen Lage innerhalb des afrikanischen Kontinents eine enorme kulturelle Vielfalt aufweist, die auch musikalische Elemente anderer Gebiete (z. B. der Sudanregion) übernommen hat.
Ein Beispiel für diese Vielfalt stellen die Tonsysteme dar: Es gibt sowohl fünf-, sechs- und siebentönige Tonleitern im kongolesischen Gesang, der sich in den einzelnen Teilregionen der heutigen Demokratischen Republik Kongo durchaus unterscheidet. Doch obwohl die genaue Gesangsart variiert, gibt es ähnliche Liedformen:
- Preislieder (werden meistens als Sage von einem Imbongi (Spezialisten) in schnellem Tempo vorgetragen und handeln oft von heldenhaften Menschen, die sich verdient gemacht haben.)
- Arbeitslieder
- Lyrische Lieder

Meistens trägt ein Vorsänger oder eine Vorsängerin die Strophen eines Liedes vor, während der Refrain von einem Chor oder der Gruppe gesungen wird.

### Kongolesische Tanzmusik (Soukous)
Die seit der Kolonialzeit vorherrschende populäre Musikrichtung auch außerhalb des Landesgrenzen ist die kongolesische Tanzmusik.
In den 1920er Jahren bildete sich besonders in der Kolonialhauptstadt Léopoldville (heute Kinshasa) eine Musikszene sowohl aus Kongolesen als auch aus Ausländern anderer Kolonien. Die dort entstandene Musik nahm sowohl traditionelle westafrikanische, als auch südamerikanische sowie europäische Einflüsse auf.
In den 1930er und 1940er Jahren beeinflussten Westafrikaner wie die Hausa sowie die von im Kongo stationierten französischen und US-amerikanischen Soldaten gebildete Musikgruppen die einheimische Musik. Erste Aufnahmestudios wurden gegründet und Schallplatten sowie Grammophone populär. Die damaligen kongolesischen Gruppen bestanden meist aus einem Sänger und mehreren Musikern, welche vorwiegend Gitarre, Schlagzeug, Akkordeon oder Klarinette spielten. Der kongolesische Rumba-Stil wurde populär, der zum großen Teil dem kubanischen Rumba ähnelte.
Seit 1959 favorisierte man kleine, meist aus zwei bis drei Sängern sowie mindestens neun Instrumentalisten bestehende „Orchester“. Sie unterschieden sich von den früheren Gruppen neben ihrer Größe durch den Einsatz von Saxophon, Trommel und später auch E-Gitarre. Musikverlage wie Ngoma besorgten die Veröffentlichung ihrer Werke. Die bekanntesten kongolesischen Orchester dieser Zeit waren Beguen Band, African Jazz und OK Jazz. Sie unterstützten auch die Unabhängigkeitsbewegung des Landes und plädierten für die Emanzipation der kongolesischen Frau. Der Sänger Wendo Kolosoy erzielte mit Marie-Louise den größten Hit der 1950er Jahre, der vielfach als Ausgangspunkt der modernen kongolesische Musik angesehen wird.

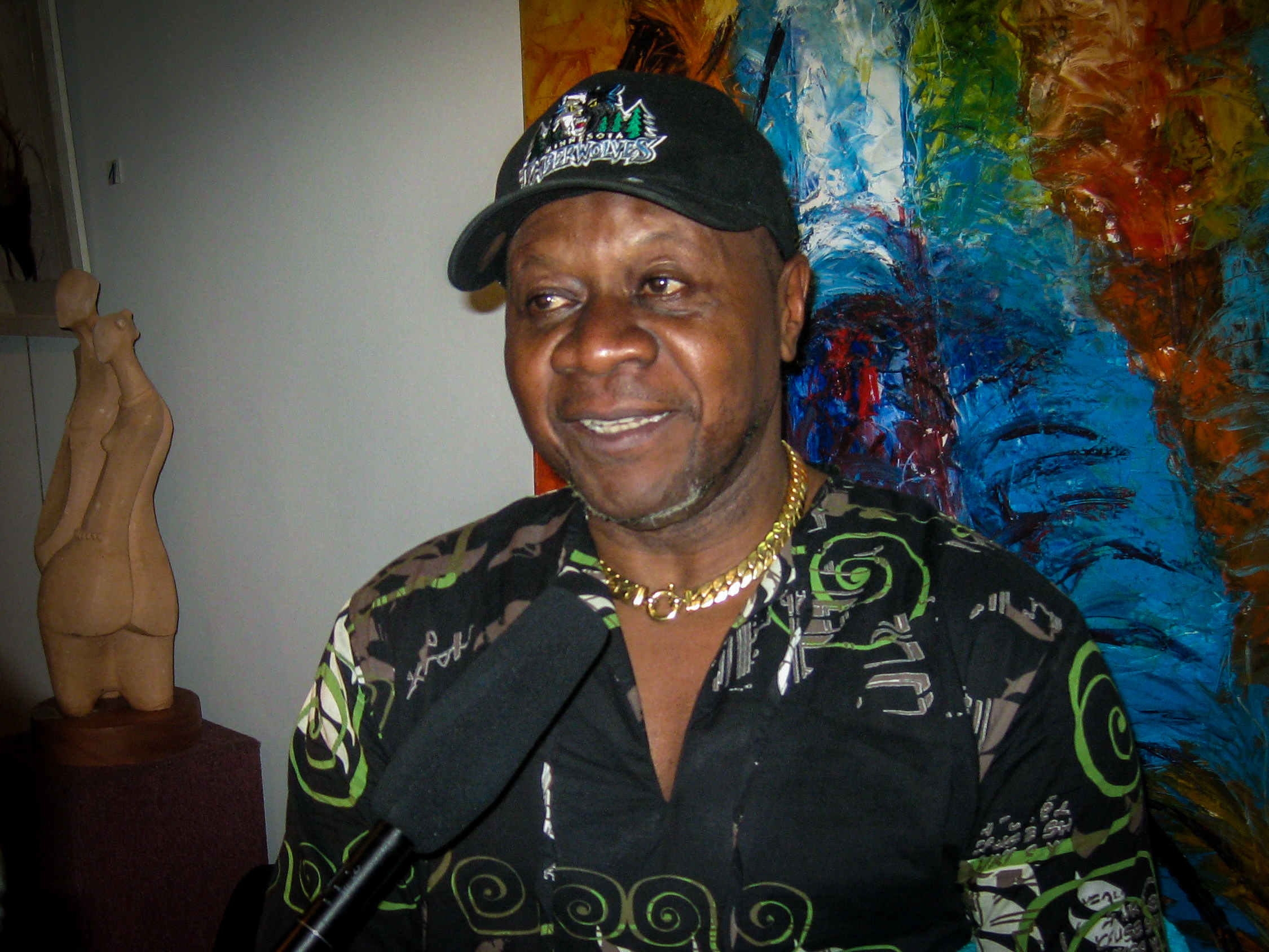
Papa Wemba

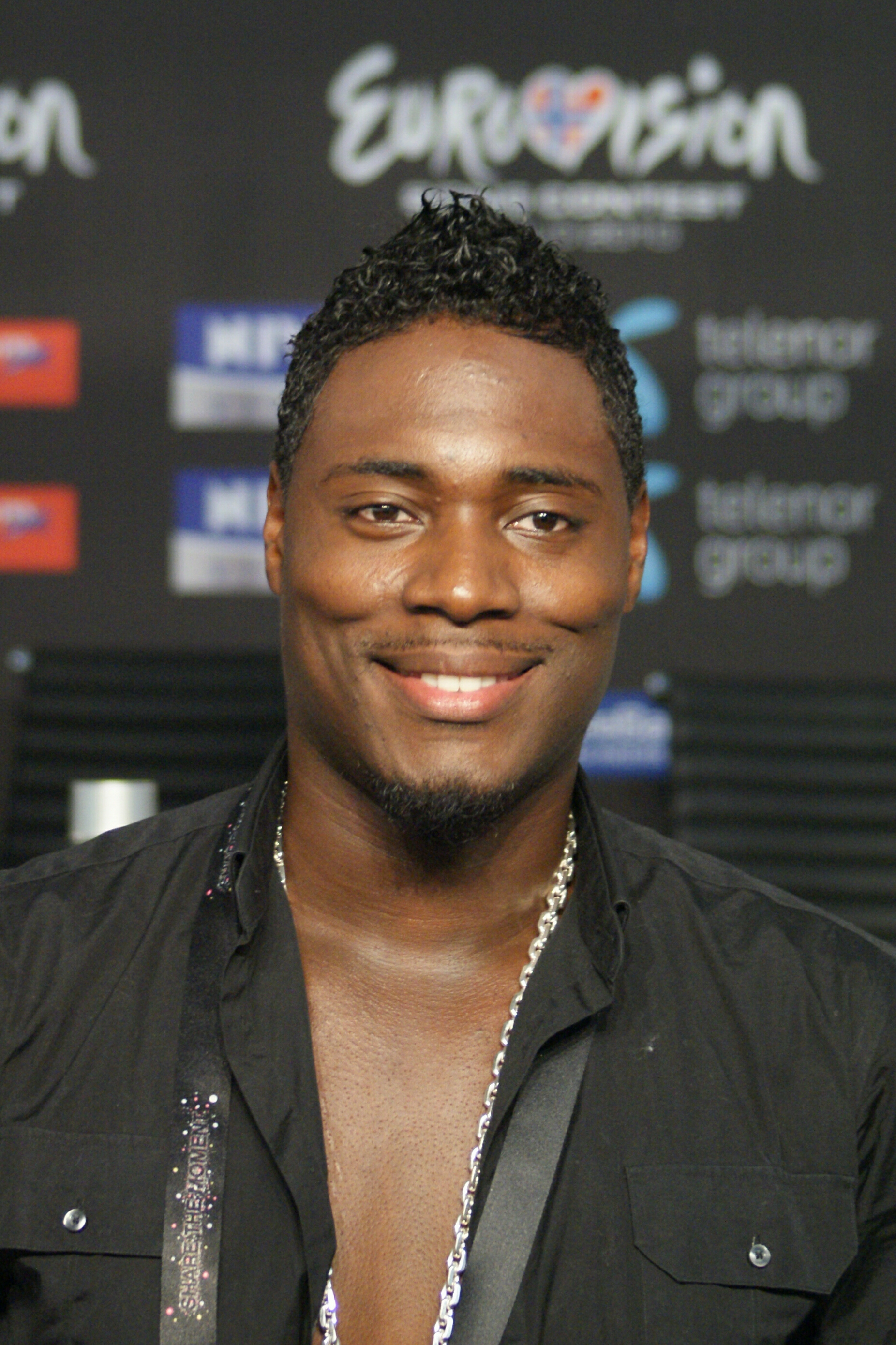
Jessy Matador

Nach der Unabhängigkeit des Landes 1960 erreichten die beiden Bands African Jazz und OK Jazz europaweite Bekanntheit und spielten auf Konzerten vor allem in Belgien. African Jazz spaltete sich allerdings kurze Zeit später auf und es entstand ein heftiger Urheberkonflikt um die Verkaufserlöse der Songs der Gruppe. In Léopoldville bestanden 1965 über 600 kleinere Musikgruppen und das Musikgeschäft florierte.
Seit 1970 wandelte sich die kongolesische Soukousmusik: Die Rumbamusik, welche auch heute noch von Wendo und Gruppen wie Kékélé veröffentlicht wird, wurde vom Stil der sogenannten Zaiko-Generation abgelöst. Diese besteht aus meist jungen Musikern und verzichtet weitgehend auf Blasinstrumente wie das Saxophon, enthält aber noch große Elemente der klassischen kongolesischen Gitarrenmusik. Beispiele für die moderne kongolesische Tanzmusikgeneration sind der Künstler Papa Wemba und die Musikgruppe Madilu System.

### Neuartige Musikformen
In jüngster Zeit wurde der auf dem Soukous basierende N'dombolo-Musikstil in den kongolesischen Diskotheken populär. Zu dieser schnellen Musikform wird sehr körperbetont getanzt, das Schwingen der Hüften und Schütteln des Gesäßes sind die Hauptmerkmale des Tanzes. Dies wurde von der Regierung der Demokratischen Republik Kongo von Anfang an nicht gerne gesehen, sodass im Februar 2005 mehrere Musikvideos der N'dombolo-Künstler Koffi Olomide, JB M'Piana und Werrason im Rundfunk wegen Unanständigkeit indiziert wurden.

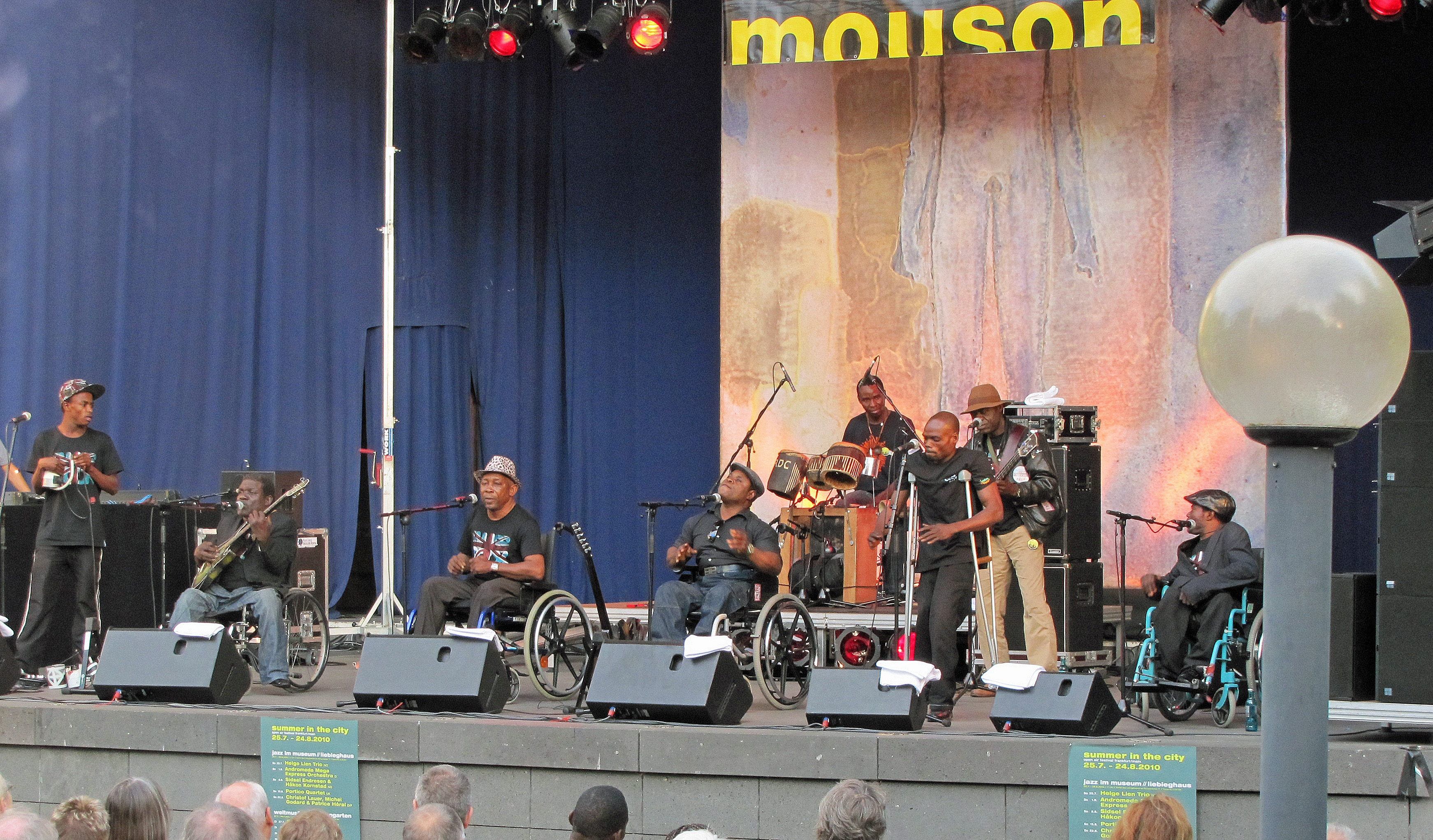
Die Gruppe Staff Benda Bilili 2010 in Frankfurt am Main

Heutzutage gibt es viele Musikgruppen, die die traditionelle Tanzmusik meist in abgewandelter Form weltweit populär machen. Ein Beispiel ist die Band Staff Benda Bilili aus Kinshasa, die 2004 aus einem Straßenmusiker-Projekt körperbehinderter Menschen hervorging und durch den französischen Dokumentarfilm Benda Bilili! einen Plattenvertrag und internationale Bekanntheit erhielt. 2009 gewann Staff Benda Bilili zudem auf der World Music Expo den Künstler-Preis für Weltmusik.
Außerdem wird in Kinshasa mit dem Orchestre Symphonique Kimbanguiste, dem einzigen Symphonieorchester Zentralafrikas, auch die europäische Klassische Musik gepflegt. Die Arbeit der über 200 Musiker wurde ebenfalls von einem Dokumentarfilm, der deutschen Produktion Kinshasa Symphony aus dem Jahr 2010, begleitet.
Auch die Popmusik wird in dem Land nach und nach beliebter. So ist einem breiteren Publikum in Europa zum Beispiel der kongolesische Sänger und Tänzer Jessy Matador bekannt, seit er für Frankreich beim Eurovision Song Contest 2010 auftrat.